# Deparia forsythii-majoris
Deparia forsythii-majoris är en majbräkenväxtart som först beskrevs av Carl Frederik Albert Christensen, och fick sitt nu gällande namn av Masahiro Kato. Deparia forsythii-majoris ingår i släktet Deparia och familjen Athyriaceae. Inga underarter finns listade.